# Metxa
|  | No s'ha de confondre amb metxa lenta. |

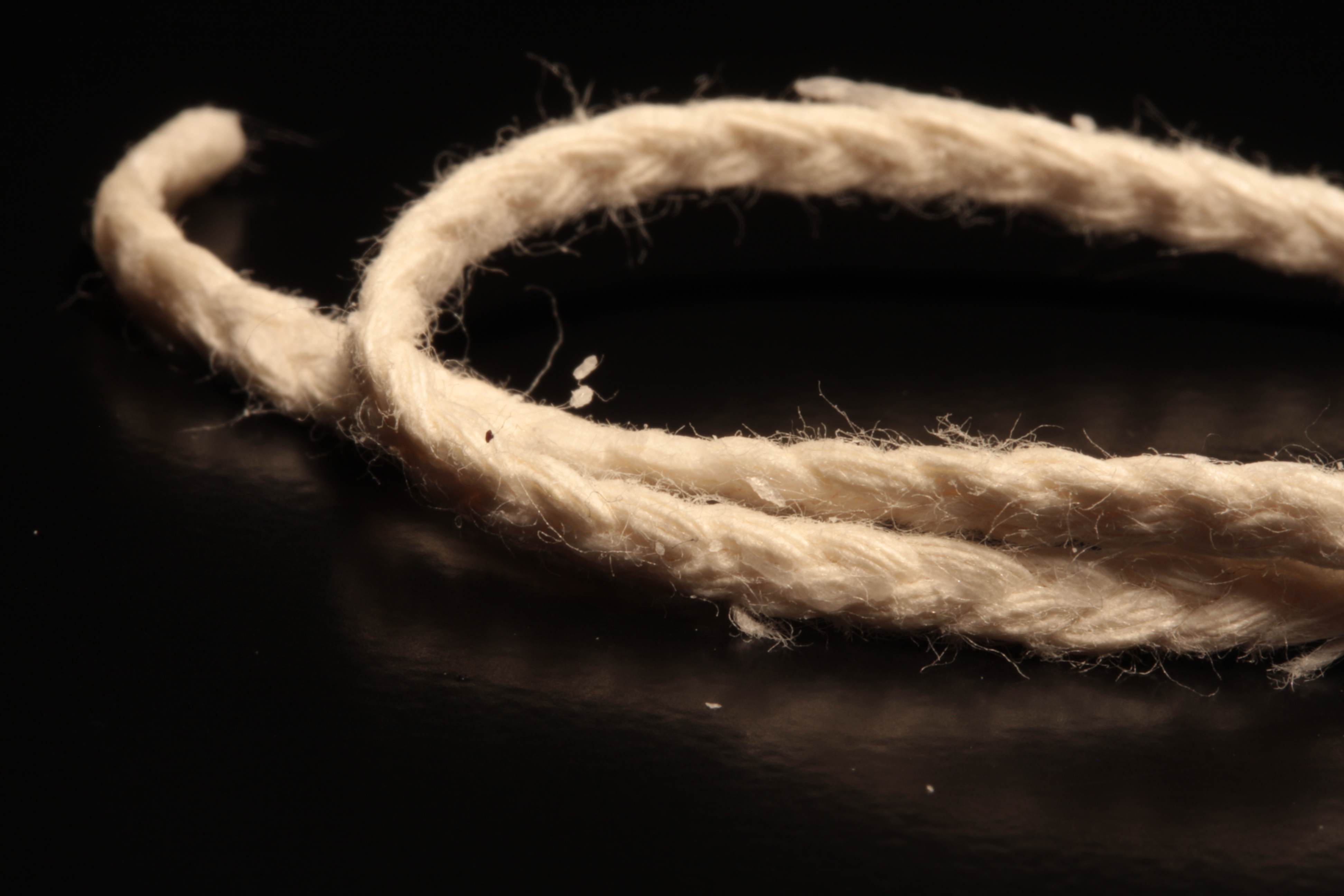
Metxa d'ús general

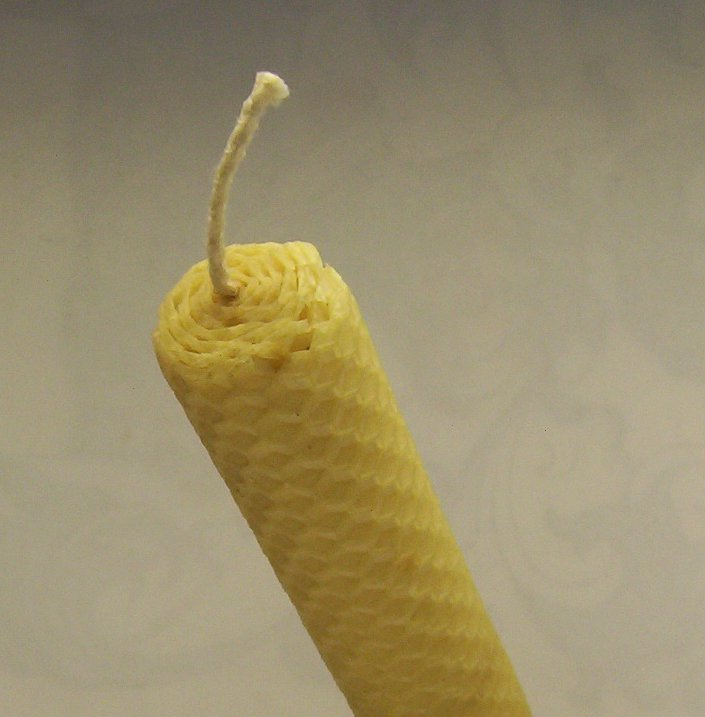
Metxa o ble que sobresurt d'una espelma de cera d'abella

El terme metxa té tres significats diferents que, tot i estar relacionats amb la combustió, exigeixen definicions i explicacions particulars.
- Les metxes o blens de les  llànties i  espelmes són cordons combustibles que permeten iniciar i mantenir la combustió de la matèria que crema (cera, oli, llard, greix, espermaceti, parafina...) en forma de flama que dona llum.
- Les metxes dels llums de petroli i fogons són incombustibles (o poc combustibles). La seva funció és permetre l'inici i mantenir la combustió d'una flama amb finalitats de fer llum o aprofitar la font de calor.
- Les metxes pirotècniques són cordons combustibles que permeten transmetre la combustió des d'un cap a l'altre.

## Metxa/ble

### Llànties
El ble de les llànties, un cop encès, manté la flama transportant per capil·laritat l'oli de la llàntia cap a l'extrem del ble. Quan l'oli arriba prop de la flama, s'escalfa i vaporitza. La flama no és més que la combustió del vapor d'oli. La metxa d'una llàntia no caldria que fos combustible, però tradicionalment estava feta de materials combustibles i calia anar estirant-la, compensant la part cremada.
- L'escultor grec  Cal·límac va aplicar un ble d'amiant a una llàntia del temple[2][3]
- En alguns casos, les metxes dels kudliks esquimals eren d'amiant.[4]

### Espelmes
El ble de les espelmes funciona de manera semblant al cas anterior. La proximitat de la flama provoca la fusió del material sòlid de l'espelma, formant una cavitat de cera líquida (o el material que correspongui, en cada cas). El combustible líquid puja per capil·laritat i crema un cop vaporitzat. Els blens de les espelmes convé que siguin combustibles. Així s'ajusten de forma automàtica al desgast de l'espelma.

#### Candelers de cera de Barcelona
L'any 1301 hi havia quatre candelers de cera al Consell municipal. Les ordinacions de l'any 1321 regulaven la qualitat del cotó de les metxes de les espelmes de cera fabricades a Barcelona.

## Metxes de quinqués i fogons

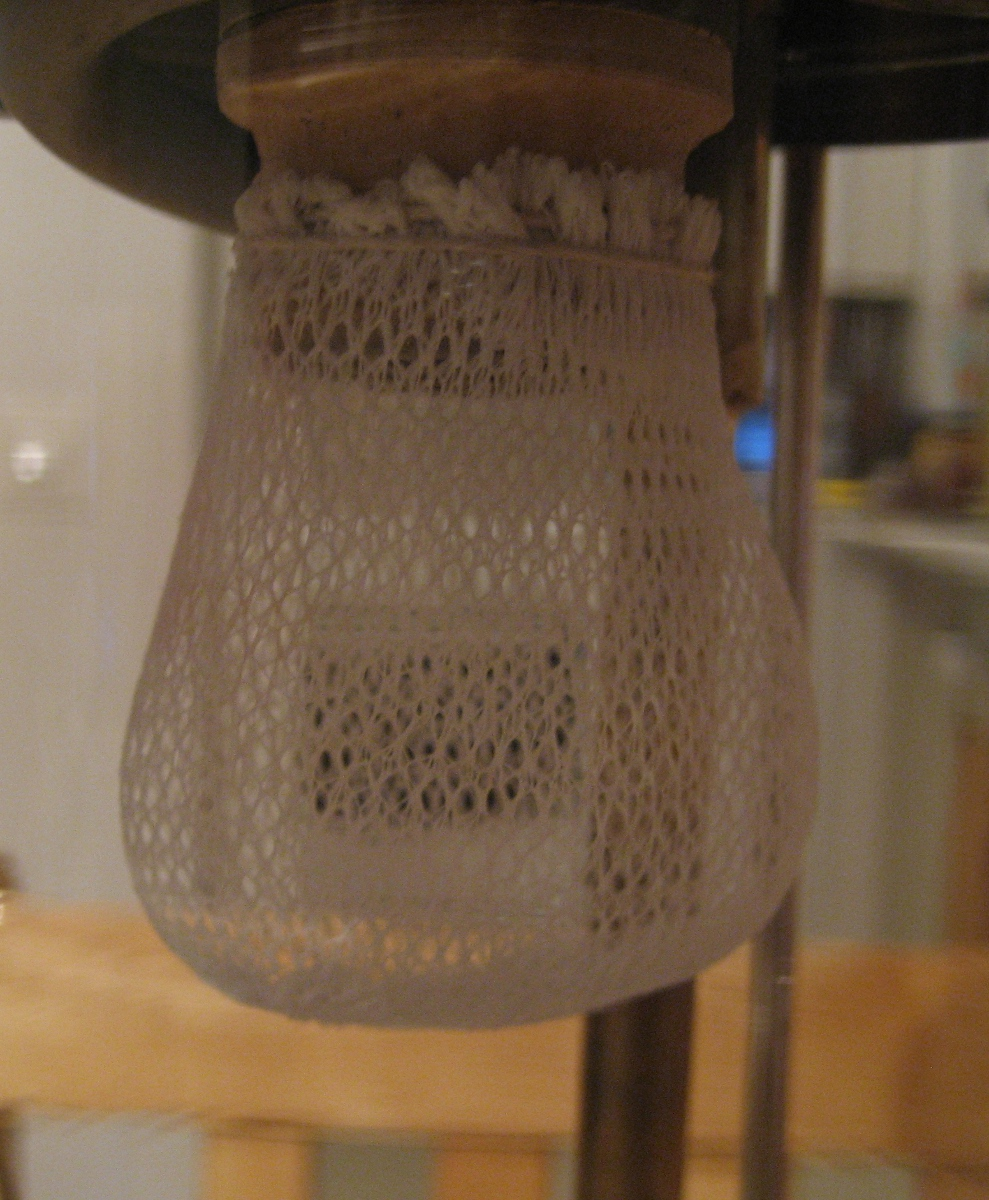
Malla o camisa d'una làmpada de petroli a pressió.

### Quinqué
Les metxes dels quinqués eren de forma tubular i incombustibles.

### Llums de querosè
El cas anterior, el quinqué, és un cas particular de les làmpades o fanals de querosè.
Hi ha tres tipus de làmpades de querosè:
- de metxa plana
- de metxa tubular
- de malla incandescent

#### Exemples
- La làmpada Davy era una làmpada de metxa plana que funcionava amb querosè.

#### Làmpades amb combustible a pressió
(Petromax i similars)
- Les làmpades de la marca Petromax, anomenades popularment "petromax" (el mateix nom de la marca), foren usades en la pesca a l'encesa des de 1920. Substituint els antics sistemes d'enllumenat.[8][9]
- Làmpada Coleman.

### Làmpades de far
Durant més d'un segle (des de 1784 fins a la implantació de les làmpades elèctriques, iniciada el 1875) les làmpades dels fars eren de combustió. Un dels models típics emprava dues metxes tubulars, de manera semblant a un quinqué. El muntage d'una malla incandescent fou una millora posterior.

### Fogó de querosè
(Primus i similars, sense metxa)

### Encenedors

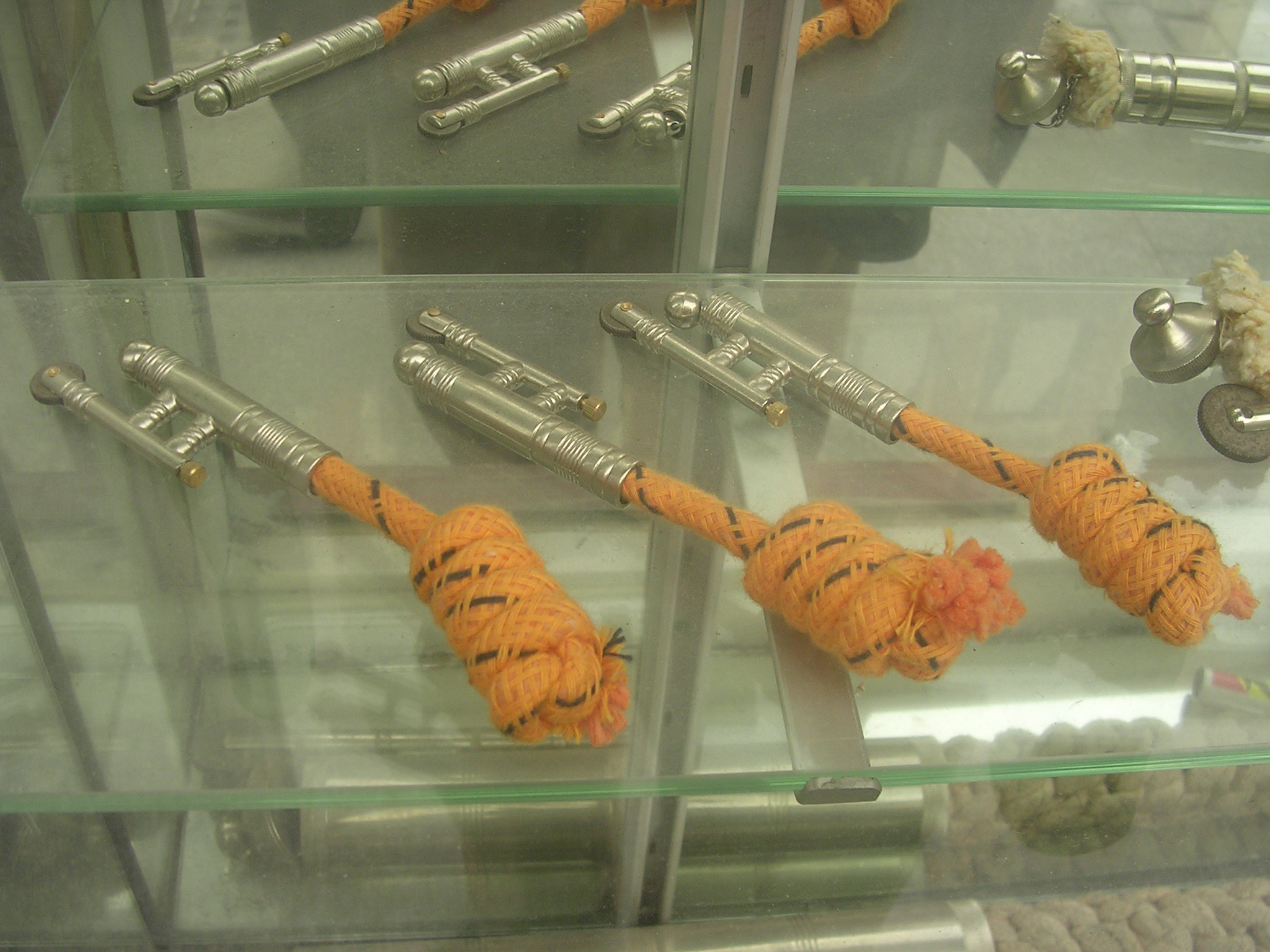
Encenedors de metxa.

#### Encenedors de metxa
En els encenedors de metxa o metxers, una metxa (de característiques adequades a la funció requerida) és el component principal. Originalment aquestes metxes eren de qualsevol varietat d'esca i es portaven a la butxaca dins d'un canonet. Per a encenedors amb rodeta, pedra i metxa integrada, l'esca va folrada de teixit. Aquesta solució ajuda a mantenir la integritat de l'esca (Esca que podia ser natural o artificial).

#### Encenedors de gasolina
Fora d'alguns encenedors sense metxa, els encenedors de gasolina necessiten aquest accessori. La metxa va situada dins del recipient de la gasolina (de fet el combustible ideal és la nafta), que és metàl·lic, i només sobresurt un tros.
- La regulació de l'extrem que "crema" de la metxa és important. No pot ser ni massa llarg ni massa curt.
- El forat de pas de la metxa és molt ajustat.
- Si cal canviar la metxa, o l'extrem exterior s'ha cremat tant que no es pot estirar, algunes metxes modernes tenen l'extrem interior amb un fil d'acer inoxidable incorporat. Aquest tros de filferro permet enfilar i passar la metxa, des de l'exterior cap a l'interior.

### Faroles d'enllumenat públic
Inicialment les faroles eren d'oli i calia la dedicació de molts operaris per a encendre i apagar tot el sistema. També el manteniment era complicat: el ble estava situat molt alt i la seva revisió era laboriosa. Les faroles de gas es podien encendre des de terra amb un botafoc prou llarg.
- A Barcelona hi havia enllumenat per oli de 1752. L'enllumenat per gas, el primer d'Espanya, es va iniciar l'any 1842 i va finalitzar cap als anys seixanta del segle xx. Cada farola s'havia d'encendre i apagar per un operari.

### Metxes i motors dièsel
Alguns motors dièsel i semi-dièsel antics s'engegaven roscant, prèviament, una metxa encesa semblant a una bugia.